# Contea di Southern Grampians
La contea di Southern Grampians è una local government area che si trova nello Stato di Victoria. Si estende su una superficie di 6.652 chilometri quadrati e ha una popolazione di 16.359 abitanti. La sede del consiglio si trova a Hamilton.
Al suo interno si trova la città di Dunkeld.